# Museo della battaglia di Legnica
Il museo della battaglia di Legnica (Muzeum Bitwy Legnickiej) è un museo facente parte del Museo del rame a Legnica, in Polonia. Venne aperto nel 1961 all'interno della chiesa della Santissima Trinità e della Beata Vergine Maria nel villaggio di Legnickie Pole, per conservare la memoria e diffondere la conoscenza di una delle battaglie più importanti nella storia della Polonia medievale, la battaglia di Legnica del 1241.  
La chiesa gotica (costruita a cavallo tra il 1200 ed il 1300), dove è situato il museo, fu eretta nel luogo in cui venne trovato il cadavere del principe Enrico II il Pio. In essa vennero sepolti molti dei caduti nella battaglia di Legnica, motivo per cui ha costituito, fin dai tempi della riforma protestante, un luogo di pellegrinaggio. La prima mostra permanente è stata aperta nel 1991, in occasione del 750º anniversario della battaglia. Tra gli esemplari esposti si possono vedere armi e armature usate all’epoca dai polacchi e dai mongoli (archi, balestre, spade, scudi, elmi, asce, cotte di maglia), antiche illustrazioni della battaglia e una ricostruzione della tomba di Enrico II il Pio. Intorno al museo si trova una galleria di sculture moderne in legno di tiglio che illustrano i momenti salienti della battaglia. Nel 2016, dopo due anni di restauro, è stata inaugurata all’interno del museo una nuova mostra permanente in aggiunta a quella già presente.